# Duke with a Difference
Duke with a Difference — студійний альбом американського джазового трубача Кларка Террі, випущений у 1957 році лейблом Riverside Records.

## Опис
Трубач Кларк Террі і декілька висококласних сайдменів Дюка Еллінгтона (тромбоніст Брітт Вудмен, альт-саксофоніст Джонні Годжес, тенор-саксофоніст Пол Гонсалвес, Тайрі Гленн на вібрафоні, басист Джиммі Вуд і ударник Сем Вудьярд) виконують вісім композицій, пов'язаних з Дюком, однак у новому аранжуванні. Найбільше виділяються «C Jam Blues», «Cotton Tail», «Mood Indigo» і «Come Sunday».

## Список композицій
1. «C Jam Blues» (Барні Бігард, Дюк Еллінгтон) — 3:06
2. «In a Sentimental Mood» (Дюк Еллінгтон, Ірвін Міллс, Менн Куртц) — 2:58
3. «Cotton Tail» (Дюк Еллінгтон) — 6:56
4. «Just Squeeze Me» (Дюк Еллінгтон) — 6:17
5. «Mood Indigo» (Барні Бігард, Дюк Еллінгтон) — 6:57
6. «Take the „A“ Train» (Біллі Стрейгорн) — 3:31
7. «In A Mellotone» (Дюк Еллінгтон) — 5:09
8. «Come Sunday» (Дюк Еллінгтон) — 3:34

## Учасники запису
- Кларк Террі — труба, аранжування (1, 3-7)
- Квентін Джексон (2, 8), Брітт Вудмен (1, 3-7) — тромбон
- Джонні Годжес — альт-саксофон (1, 2, 4, 5 & 8)
- Пол Гонсалвес — тенор-саксофон (1, 3-7)
- Тайрі Гленн — вібрафон, тромбон (1, 3-7)
- Біллі Стрейгорн — фортепіано (2, 8)
- Лютер Гендерсон — челеста (2)
- Джиммі Вуд — контрабас
- Сем Вудьярд — ударні
- Меріан Брюс — вокал
- Мерсер Еллінгтон — аранжування (2, 8)

Технічний персонал
- Оррін Кіпньюз — продюсер, текст
- Джек Хіггінс — інженер (2, 8)
- Джек Меттьюз — інженер (1, 3-7)
- Пол Веллер — фотографія обкладинки
- Пол Бейкон — дизайн обкладинки